# Arpella cendrosa
L'arpella cendrosa, esparver cendrós o arpellot cendrós (Circus pygargus) és una espècie d'ocell de la família dels accipítrids (Accipitridae). Es troba a Euràsia i Àfrica durant l'època de nidificació i passa l'hivern a l'Àfrica i l'Índia. El seu estat de conservació es considera de risc mínim.
És molt similar a l'esparver d'estany (Circus cyaneus).

## Morfologia
- Fa 40-46 cm de llargada total i 97-115 cm d'envergadura alar.
- El mascle pesa 265 g i la femella 345 g.
- La cua fa 16-18 cm i amb la part superior fosca i la inferior blanca amb taques brunes.
- Ales curtes i arrodonides
- Es distingeix de l'esparver d'estany pel plomatge dels mascles, que és una mica més fosc, sense taca blanca al carpó, amb el ventre i els costats llistats de gris o de negre i una franja negra estreta a la meitat de les ales. També té les puntes de les ales de color negre i els ulls i les potes són de color groc. El bec és negre.
- La femella és terrosa, amb el pit i el ventre tacats de terrós i el carpó blanc. Té els ulls marrons.

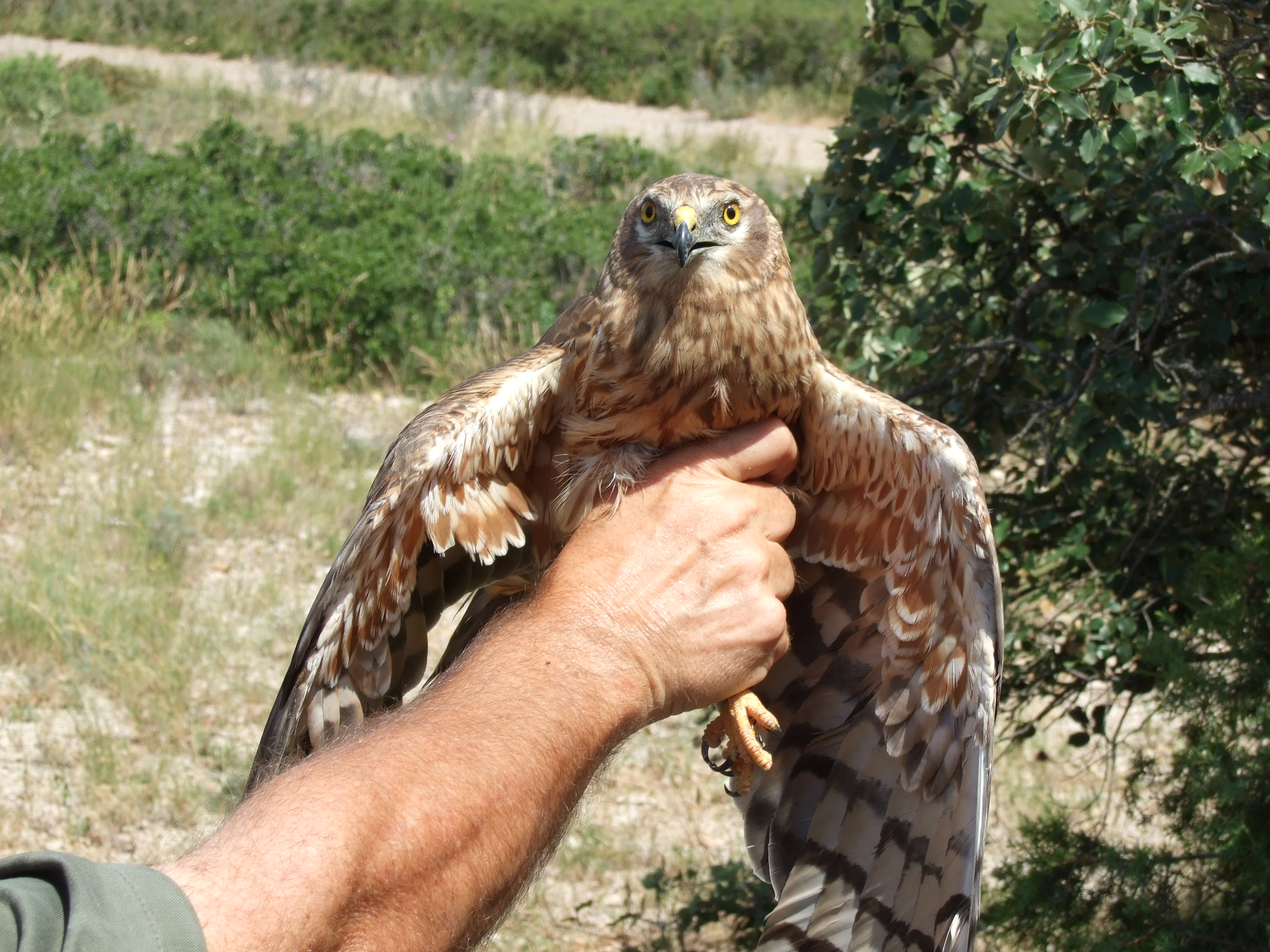
Femella capturada a França.
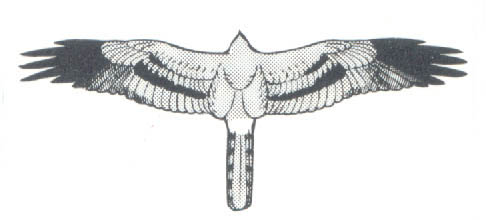
Silueta de l'esparver cendrós en vol.

## Reproducció
L’esparver cendrós (o arpella cendrosa) és un rapinyaire mitjà que nia a terra entre matolls espessos o grans herbassars. Actualment l’equivalent a aquest hàbitat són els grans camps de cereal o farratgeres. Al maig hi pon 4-6 ous blavencs molt pàl·lids (32 x 41 mm) que cova exclusivament ella durant 35 dies (el mascle només s'encarrega de dur-li menjar 5 o 6 vegades durant la incubació i 7-10 cops una vegada que els pollets han nascut). Els petits no volen fins al cap de 24-30 dies més i el niu només serà utilitzat una vegada. El mascle pot ésser polígam i tindre dues niuades simultàniament o consecutiva.
Presenta una petita població nidificant a les zones humides de l'Empordà, la Noguera, l'Urgell, el Bages, la Segarra, el Segrià, el Montsià, a Torreblanca i a les salines de Torrevella, llocs tots ells on es pot considerar poc freqüent, malgrat que el més corrent és que nidifiqui a les extensions de cereals de secà.

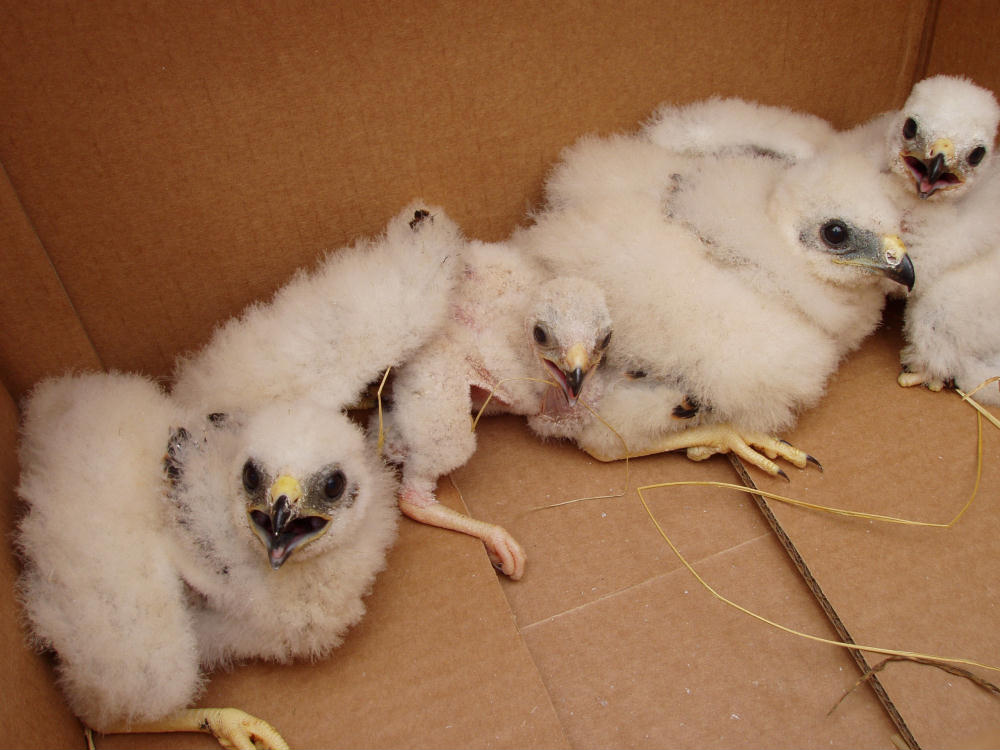
Cries d'esparver cendrós

## Alimentació
Menja petits vertebrats (pardals, estornells, fringíl·lids, talps, ratolins, esquirols, llangardaixos, etc.) i insectes grossos. És un caçador hàbil, ràpid i que basa el seu èxit en el factor sorpresa.

## Hàbitat
L’esparver cendrós ocupa una extensa varietat d’ambients com ara aiguamolls, prats, matollars i estepes cerealistes. És una espècie generalment gregària, que nidifica en colònies laxes en camps de cereal, zones de matolls i aiguamolls, i fa un niu poc elaborat, fet de branques menudes i plantes herbàcies.
- Al Pla de Lleida, on es troba la principal població nidificant, fins a l’any 2004 els nius es trobaven de forma exclusiva en conreus cerealistes, blat i ordi, de secà. Arran de fortes sequeres els anys 2005 i 2006, que van fer que la major part del cereal de secà no hi hagués camps amb prou cobertura i alçada per ubicar-hi els nius, una part important de les parelles van fer les postes en conreus de regadiu, tant cerealistes com farratgeres (festuca, raigràs o alfals). Aquest canvi d’ubicació ja no va ser reversible posteriorment amb anys bons de pluja, i actualment aproximadament 2/3 de la població nidificant al Pla de Lleida ho fa en conreus de regadiu.
- A Girona fins a principis de segle, la major part de la població niava en taques de garriga a diferents punts de l’Empordà. Això va anar canviant i actualment ho fa de forma majoritària en camps de cereal i els nius en garriga s'han convertit en anecdòtics.
- A Tarragona, a la comarca del Montsià, des que es té coneixement de la nidificació de l’espècie, ha niat sempre en taques de garriga.

## Distribució geogràfica
Habita Euràsia i Àfrica. Hiverna i nia a tots els Països Catalans llevat de les Balears (només hi passa en migració estival).

## Costums
- Migrador parcial (les poblacions europees hivernen a Àfrica i les asiàtiques a l'Índia).
- Plana de forma semblant a l'arpella negra i és fàcil d'observar-lo durant els vols migratoris, principalment al mes d'abril i per setembre-octubre, quan torna a la seua àrea d'hivernada al sud del Sàhara.

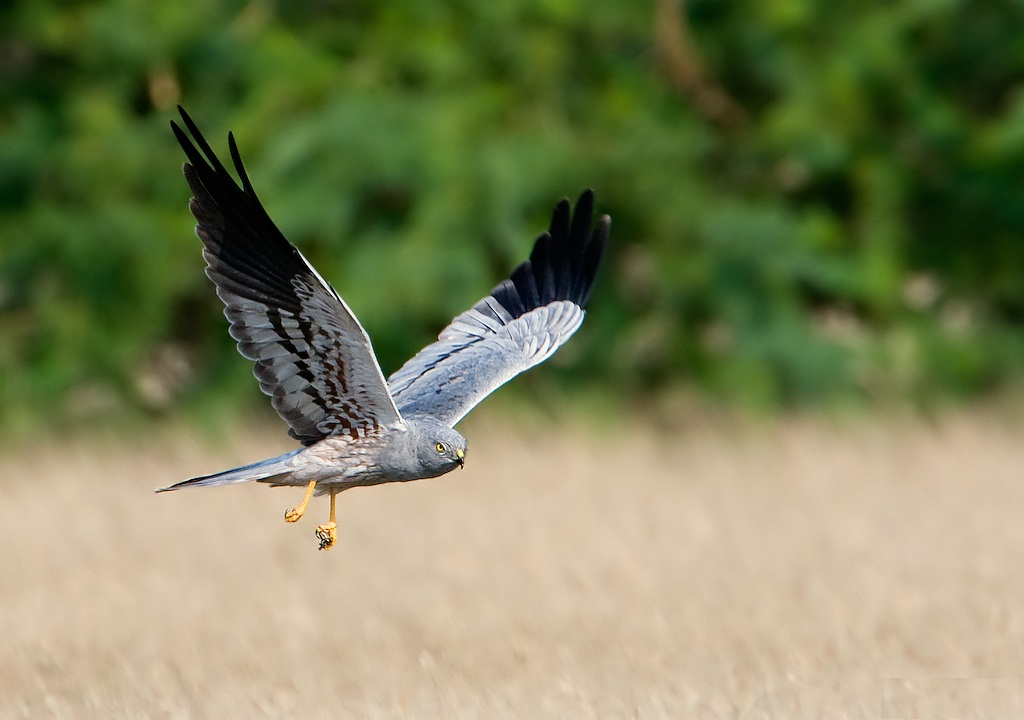
Mascle adult.

## Conservació
Segons les dades de BirdLife International per a l'any 2004 es creu que n'hi havia entre 150.000 i 200.000 exemplars a nivell mundial (a l'Estat espanyol a l'entorn de 4.000-5.000 parelles). Amb dades actuals, al Principat de Catalunya n'hi ha 70 parelles i a la resta d'Europa entre 35.000 i 65.000 parelles. El seu estat de conservació al Principat està en perill mentre que a Europa es considera que és segur.